# 小少将の君
小少将の君（こしょうしょうのきみ、982年？-1018年頃?）は平安時代の女房・女官。
上東門院小少将。姉は大納言の君・源簾子。

## 略歴
早世した源時通が実父で、のちに兄弟の源扶義の養女となったとされる。
中宮彰子女房。同じく彰子に仕えていた紫式部とは親友で、土御門邸の東北の渡殿にあった局の隔てを取り払って共有していたと『紫式部日記』にある。
紫式部は小少将を「もてなし心にくく、心ばへなども、わが心とは思ひとるかたもなきやうに物づつみをし、いと世をはぢらひ、あまり見ぐるしきまでこめい給へり（姿態はとても可愛らしげで、物腰は奥ゆかしく、気立てなども自分では何も判断しかねるというように遠慮して、とても世間を恥じらい、あまりに見苦しいまでに子供っぽいところがある）」と評している。また、「どことなく上品で優美で、二月頃のしだり柳の様子」とも評している。「こめく」「二月頃のしだり柳」は『源氏物語』「若菜」下巻の女楽における女三宮の形容に重なることは重要である。
『栄華物語』巻13「ゆふしで」には、寛仁元年(1017)7月10日、兄の源雅通(推定37歳)が亡くなり、藤原穆子(源雅信室、倫子・時通母)が「いみじきもの」と思っていた小少将の君（推定34歳）を娘の倫子が大切に慈しもうと心に決める記事がある。
この後、『紫式部集』では、亡くなった小少将を加賀の少納言と偲ぶ詠歌があることから、紫式部より若くして亡くなったことが分かる。したがって、寛仁元年以前の紫式部死亡説は否定され、かつ、小少将も兄雅通の死からほどなく亡くなったことになる。